# Robert Sedlacek (Schiedsrichter)
Robert Sedlacek (* 15. Juli 1955 in Wien) ist ein ehemaliger österreichischer Fußballschiedsrichter und heutiger -funktionär, der seit 2010 als Präsident des Wiener Fußball-Verbands (WFV) in Erscheinung tritt.

## Karriere
Robert Sedlacek wurde am 15. Juli 1955 in Wien geboren und begann seine Karriere als Fußballschiedsrichter in den unteren Ligen, ehe er zum Schiedsrichter der 2. Division ernannt wurde und erstmals Profispiele leiten durfte. In der Spielzeit 1987/88 stieg er zu einem Bundesliga-Schiedsrichter auf und leitete am 29. August 1987 mit der Partie SK Sturm Graz gegen SK VÖEST Linz seine erste Begegnung in der höchsten österreichischen Fußballliga. In dieser Saison folgten daraufhin noch weitere fünf Bundesligaeinsätze (davon zwei in der regulären Saison und drei in den Play-offs), wobei Sedlacek in allen sechs Partien sechs gelbe Karten und eine rote vergab; zudem zeigte er einmal auf den Elfmeterpunkt. 1988/89 leitete Sedlacek sechs Partien in der Bundesliga und zwei in den Play-offs, 1989/90 waren es ebenfalls acht (fünf in der Bundesliga und drei in den Play-offs) und 1990/91 sieben Begegnungen in der Bundesliga, eine in den Oberen Play-offs und weitere drei Spielen in den Mittleren Play-offs.
Ab der Saison 1991/92 wurde Sedlacek noch regelmäßiger eingesetzt, als noch in den vorangegangenen Spielzeiten und kam in den nachfolgenden acht Spielzeiten nie unter zehn Spielleitungen in der Bundesliga und zusätzliche Partien in den Play-offs. Zusätzlich war er in all den Jahren auch ein regelmäßig eingesetzter Schiedsrichter in der zweitklassigen österreichischen 2. Division, die später unter dem Namen Erste Liga ausgetragen wurde. In den 1990er Jahren stieg Sedlacek zudem zum FIFA-Schiedsrichter auf und leitete fortan mehrmals im Jahr auch Begegnungen auf internationaler Ebene. Beim UEFA-Pokal 1993/94 war er Schiedsrichter des Erstrundenhinspiels zwischen Norwich City und Vitesse Arnheim und des Zweitrundenhinspiels zwischen dem CD Teneriffa und Olympiakos Piräus. Außerdem leitete er am 6. April 1994 das freundschaftliche Länderspiel zwischen Ungarn und Slowenien.
1994/95 war der gebürtige Wiener neben seinen zahlreichen Einsätzen im österreichischen Fußball auch an drei Partien der Qualifikation zur Europameisterschaft 1996 als Spielleiter beteiligt. Als solcher leitete er am 7. September 1994 die Begegnung zwischen Rumänien und Aserbaidschan, am 7. Juni 1995 das Spiel Polen gegen die Slowakei und am 6. September 1995 die Partie zwischen den Niederlanden und Belarus. Neben diversen Einsätzen in Österreich war er in der darauffolgenden Spielzeit 1995/96 auch als FIFA-Schiedsrichter bei der Partie des damaligen amtierenden russischen Meisters Alanija Wladikawkas und des damaligen belgischen Vizemeisters RSC Anderlecht im Hinspiel der ersten Runde des UEFA-Pokals 1996/97 im Einsatz.
Am 6. November 1996 leitete Sedlacek das UNO-Friedensspiel zwischen Bosnien und Herzegowina und Italien, das unter anderem als „Wunder von Sarajevo“ in die Geschichte einging. Das Spiel war das erste im nach dem Bosnienkrieg schwer beschädigten Olimpiski Stadion Koševo, das nach Kriegsende wieder in Stand gesetzt und zur Heimstätte der bosnisch-herzegowinischen Fußballnationalmannschaft geworden war. Für Bosnien und Herzegowina war es das siebente offizielle Länderspiel seit der Gründung ein Jahr zuvor und das zweite Spiel im eigenen Land. Für den damals 41-jährigen Sedlacek war es ohnehin ein Zufall, dieses Spiel leiten zu dürfen; nachdem er vom damaligen UEFA-Delegierten und ehemaligen Weltklasseschiedsrichter Erich Linemayr für ebendiese Partie empfohlen worden war. Das Spiel im restlos ausverkauften Stadion, das noch immer von der weitgehend zerstörten Stadt und den Gräbern auf seinen ehemaligen Trainingsplätzen umgeben wurde, wurde durch Treffer von Hasan Salihamidžić und Elvir Bolić bzw. Enrico Chiesa mit 2:1 gegen die Italiener gewonnen, was den ersten Sieg in der noch jungen Geschichte der bosnisch-herzegowinischen Fußballnationalmannschaft bedeutete.
In die Saison 1997/98 startete Sedlacek mit der Leitung des ÖFB-Supercups zwischen dem amtierenden Meister SV Wüstenrot Salzburg und dem amtierenden Pokalsieger SK Sturm Graz, das mit 1:0 zugunsten der Salzburger ausging. In dieser Saison leitete er neben zahlreichen Einsätzen in Österreich auch das UEFA-Pokalspiel 1997/98 zwischen dem FC Brügge und Beitar Jerusalem (Rückspiel der 1. Runde). 1998/99 leitete er, nachdem er zuvor bereits in der zweiten Runde und im Halbfinale als Schiedsrichter im Einsatz war, das Finale des ÖFB-Cups 1998/99 zwischen dem LASK und Sturm Graz, das erst im Elfmeterschießen von den Grazern gewonnen wurde. Des Weiteren leitete er in dieser Saison sein erstes Spiel anlässlich der Qualifikation zur UEFA Champions League, als er am 22. Juli 1998 die 0:0-Partie zwischen Skonto Riga und Dinamo Minsk leitete und in diesem Spiel fünf gelbe Karten zeigte.
In den beiden letzten Spielzeiten vor dem Ausscheiden aus dem aktiven Dienst aufgrund des Erreichens der Altersgrenze von 45 Jahren war Sedlacek nur mehr vorwiegend in Österreich aktiv und leitete Spiele auf diversen Ebenen und in verschiedenen Bewerben. Am 17. September 2000 wurde ihm die Ehre zuteil, eine Begegnung in der Schweizer Super League zu leiten; beim 3:0-Sieg des FC Lugano über den FC Luzern vergab der mittlerweile 45-Jährige zwei gelbe und eine rote Karte. In der heimischen Liga absolvierte er am 2. Dezember 2000 bei einem 1:0-Auswärtssieg des SK Sturm Graz über den SV Wüstenrot Salzburg sein letztes offizielles Spiel als Schiedsrichter. Neben den hier ausgewiesenen internationalen Spielen leitete er auch noch zahlreiche weitere, darunter auch auf Juniorenebene.
Danach übernahm Sedlacek im Jahre 2001 den Jugendausschuss des Wiener Fußball-Verbands und wurde in weiterer Folge zum Vizepräsidenten des Verbandes bestellt. Nach dem Abgang von Kurt Ehrenberger, der seit 1990 das Amt des Wiener Fußballverbandspräsidenten innehatte, wurde Sedlacek auf der außerordentlichen Hauptversammlung vom 20. Februar 2010 zum neuen Verbandspräsidenten gewählt. Nach fünfjähriger Amtszeit wurde er bei der Hauptversammlung am 18. April 2015 abermals in dieser Funktion bestätigt. Neben dieser Position tritt Sedlacek auch als Verantwortlicher und Chef der österreichischen Schiedsrichter, sowie als einer der Vizepräsidenten des Österreichischen Fußball-Bunds (ÖFB) in Erscheinung. Außerdem ist er der Vorsitzende des ÖFB-Cup-Komitees.